# Расширенный эволюционный синтез
Расширенный эволюционный синтез представляет собой набор расширений синтетической теории эволюции в эволюционной биологии, который имел место между 1918 и 1942 годах. Расширенный эволюционный синтез был озвучен в 1950-х годах С. Х. Уоддингтоном, который построил его на основе теории прерывистого равновесия Стивен Джея Гулда и Найлса Элдриджа в 1980-е годы и возрожден в 2007 году Массимо Пильюччи.
Расширенный эволюционный синтез пересматривает относительную важность различных факторов, изучая несколько предположений предыдущего синтеза и добавляя к нему дополнительные причинные факторы. Среди них многоуровневый отбор, трансгенерационная эпигенетическая наследственность, нишевая приспосабливаемость и способность эволюционировать.
Не все биологи согласились с необходимостью или сферой расширенного синтеза. Многие сотрудничали на разных синтезах в эволюционной биологии развития, который интегрирует эмбриологию с молекулярной генетикой и эволюцией , чтобы понять, как естественный отбор действовал в процессах развития и глубокой гомологии между организмами на уровне высоко консервативных генов.

## Список литературы
1. ↑  Wade, Michael J. The Neo-Modern Synthesis: The Confluence of New Data and Explanatory Concepts (англ.) // BioScience[англ.] : journal. — 2011. — Vol. 61. — P. 407—408. — doi:10.1525/bio.2011.61.5.10. Архивировано 21 ноября 2015 года.
2. ↑  John Odling-Smee et al. "The extended evolutionary synthesis: its structure, assumptions and predictions" Архивная копия от 7 марта 2018 на Wayback Machine. Proceedings of the Royal Society B: Biological Sciences, August 2015.
3. ↑  Danchin, É. Beyond DNA: integrating inclusive inheritance into an extended theory of evolution (англ.) // Nature Reviews Genetics : journal. — 2011. — Vol. 12. — P. 475—486. — doi:10.1038/nrg3028. — PMID 21681209. Архивировано 11 апреля 2020 года.
4. ↑  Pigliucci, Massimo. The Extended (Evolutionary) Synthesis Debate: Where Science Meets Philosophy (англ.) // BioScience[англ.] : journal. — 2014. — Vol. 64. — P. 511—516. — doi:10.1093/biosci/biu062. Архивировано 1 декабря 2015 года.
5. ↑  Laubichler, Manfred D. Extended evolution: A Conceptual Framework for Integrating Regulatory Networks and Niche Construction (англ.) // Journal of Experimental Zoology Part B: Molecular and Developmental Evolution[англ.] : journal. — 2015. — Vol. 324. — P. 565—577. — doi:10.1002/jez.b.22631. Архивировано 19 августа 2017 года.